# Мусийки (Харьковская область)
Мусийки (укр. Мусійки), село, 
Богодуховский городской совет,
Богодуховский район,
Харьковская область.
Код КОАТУУ — 6320810102. Население по переписи 2001 г. составляет 560 (263/297 м/ж) человек.

## Географическое положение
Село Мусийки примыкает к южным окраинам города Богодухова.
В 1-м км протекают реки Мерла и Крысинка.
В 2-х км расположена железнодорожная станция Семенов Яр.
Через село проходит автомобильная дорога Р-46.

## История
- 1662 — дата основания.

## Экономика
- В селе есть молочно-товарная ферма.